# Charles Kissinger
Charles „Charley“ Kissinger (* 10. Juli 1924; † 23. Januar 1991 in Louisville, Kentucky) war ein US-amerikanischer Theater- und Filmschauspieler.

## Leben
Kissinger wurde am 10. Juli 1924 geboren. Er diente während des Zweiten Weltkriegs in der United States Army. Nach seiner Zeit bei der Armee konnte er sich auch dank Rollen in Shakespeare-in-the-Park-Produktionen und Engagements im Actors Theatre als Bühnendarsteller etablieren. Er arbeitete außerdem als Autor, Fernsehwerbeschauspieler und Sprecher für verschiedene Radiospots. Erste größere Bekanntheit erlangte er durch seine Tätigkeit als Moderator The Fearmonger der Fernsehserie Fright Night auf dem Sender WDRB. Anschließend wirkte er in mehreren Filmen des Regisseurs William Girdler mit. So war er 1972 in der Hauptrolle des Pa Townsend im Horrorfilm Three on a Meathook und in der Doppelrolle des Dr. Jason Specter / Martine Williams in Asylum of Satan des Regisseurs Girdler zu sehen. 1974 spielte er in Nebenrollen in den Filmen The Zebra Killer und Abby mit. 1975 stellte er die Rolle des Lt. Phil Jackson im Film Sheba, Baby dar. 1976, im Girdler-Tierhorrorfilm Grizzly, stellte er die Rolle des Dr. Hallitt dar. Zuletzt wirkte er 1978 im Film Der Manitou an der Seite von Tony Curtis mit.
Kissinger verstarb am 23. Januar 1991 im Alter von 66 Jahren in Louisville an einer Herzinsuffizienz.

## Filmografie (Auswahl)
- 1971: Fright Night (Fernsehserie)
- 1972: Three on a Meathook
- 1972: Asylum of Satan
- 1974: The Zebra Killer
- 1974: Abby
- 1975: Sheba, Baby
- 1976: Grizzly
- 1978: Der Manitou (The Manitou, auch Super Zombie: Die Geburt des Grauens oder Lasersturm)